# Strzel

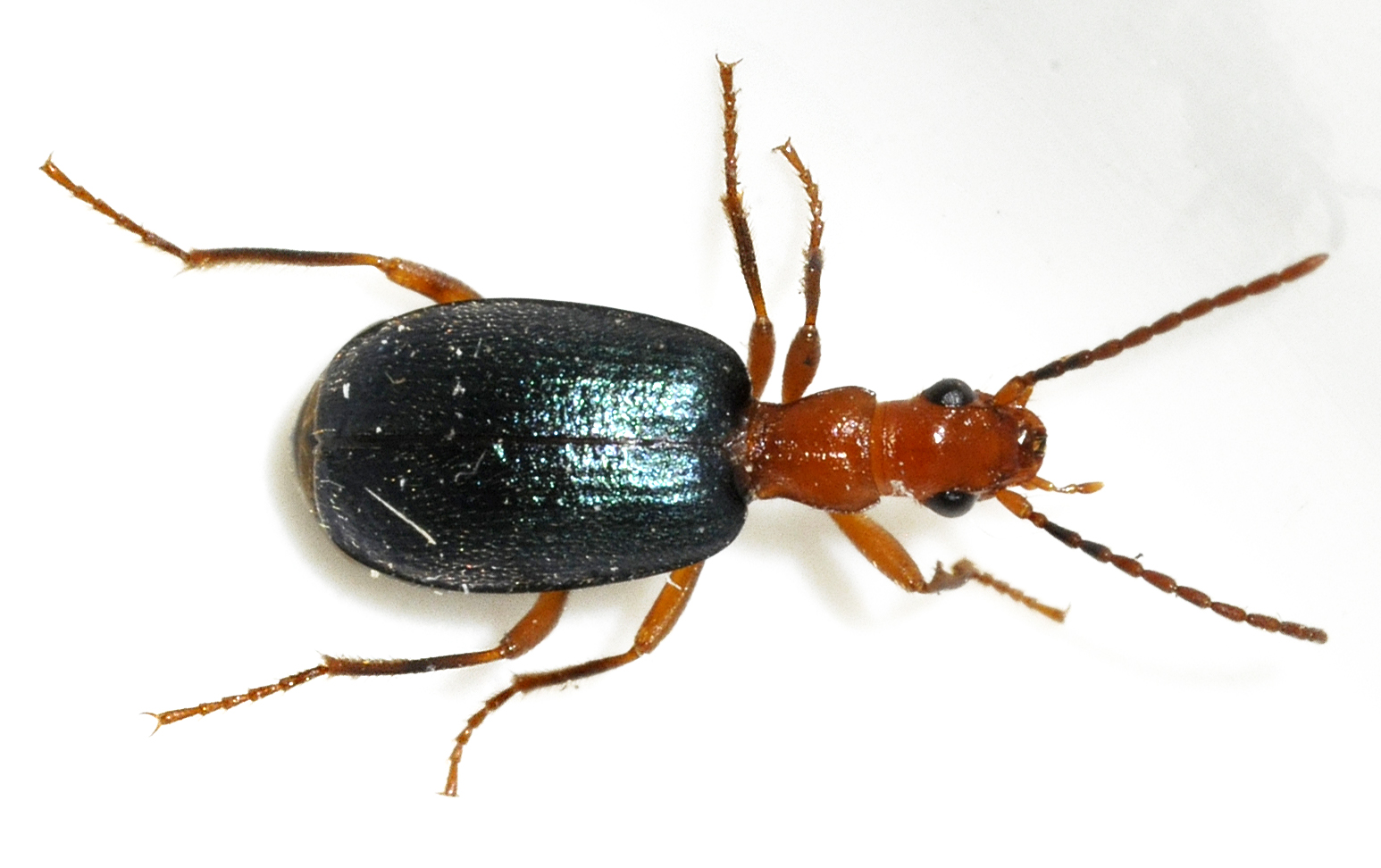
Strzel bombardier

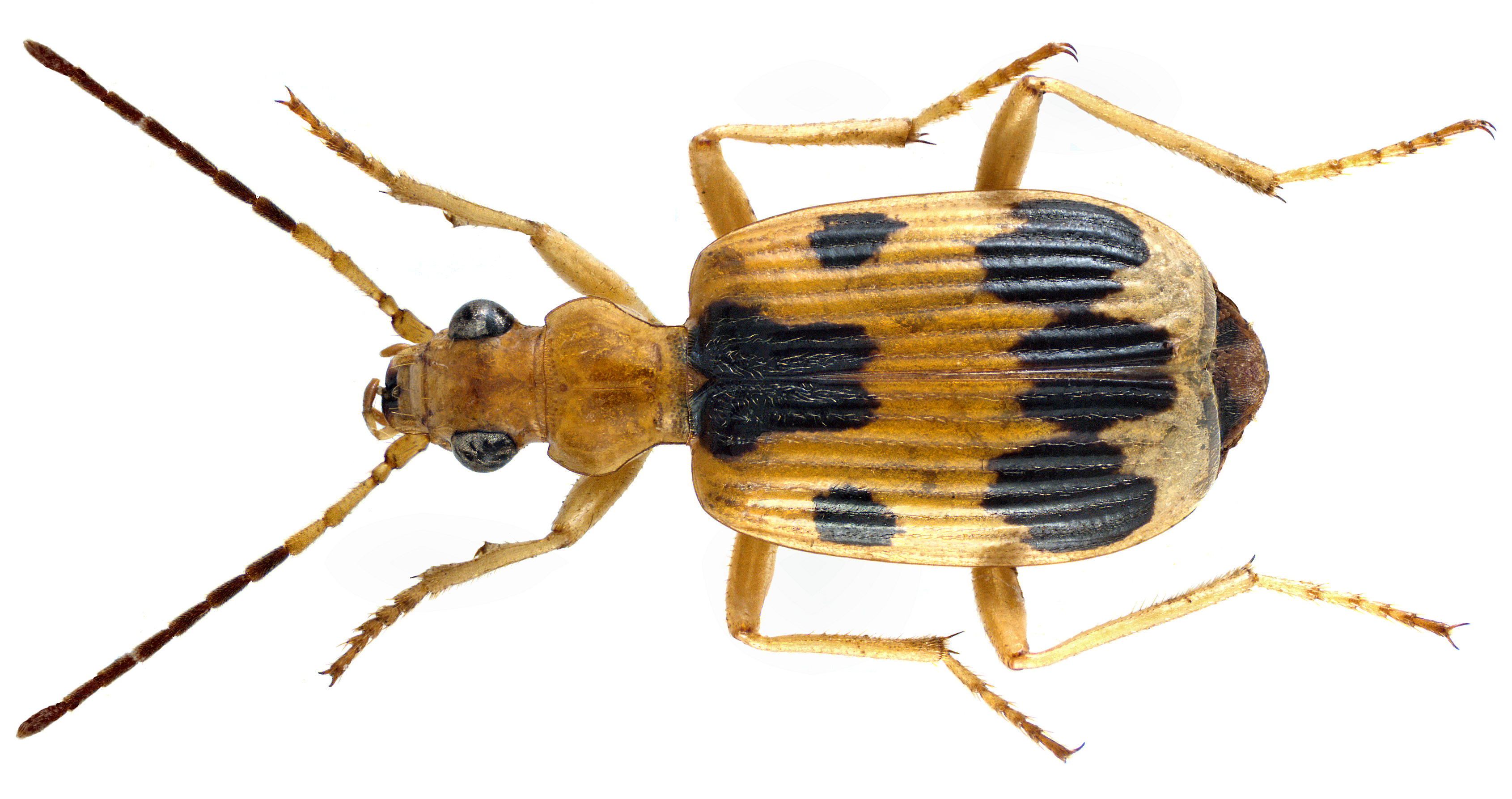
Brachinus nobilis

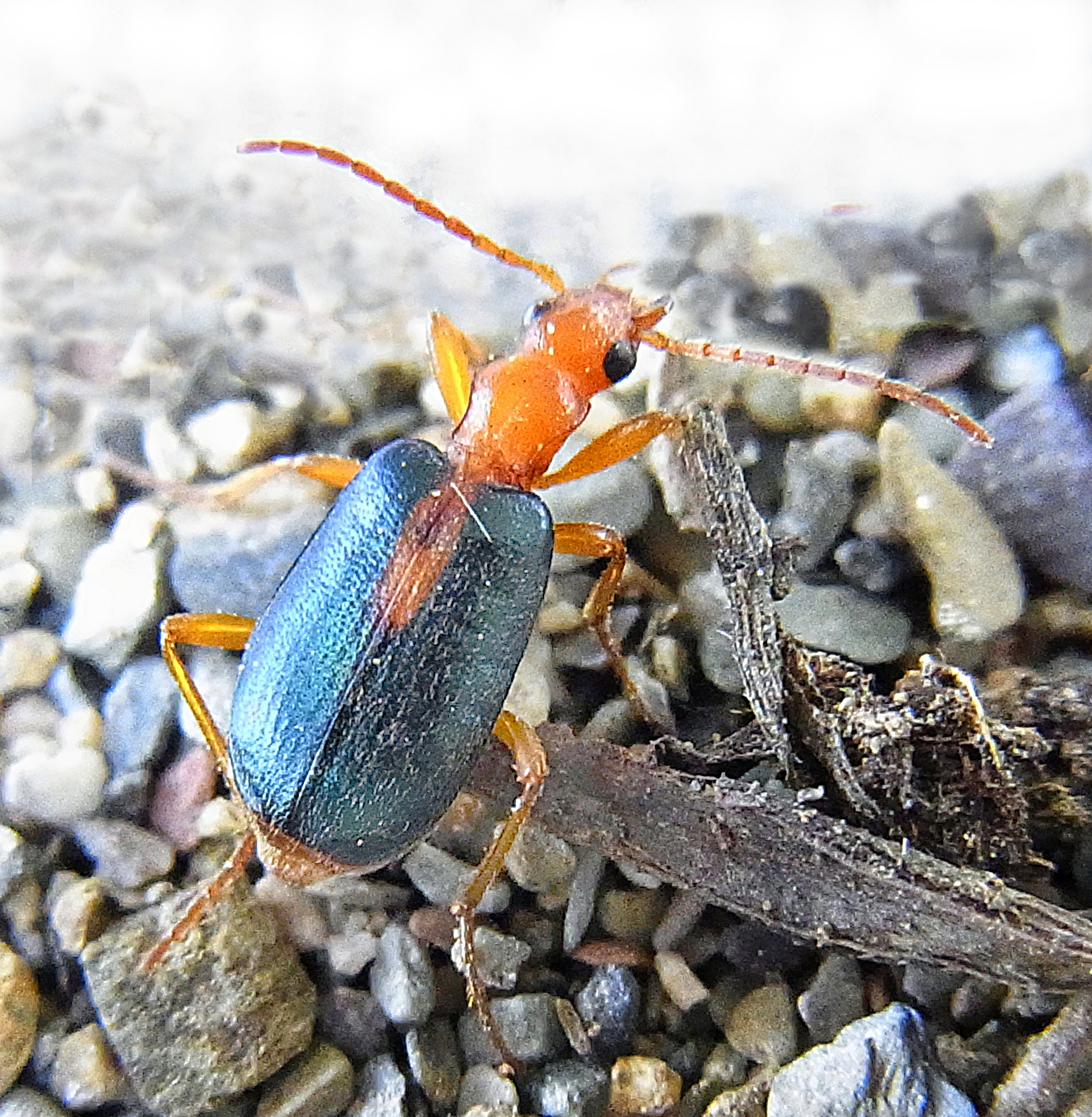
Strzel kanonier

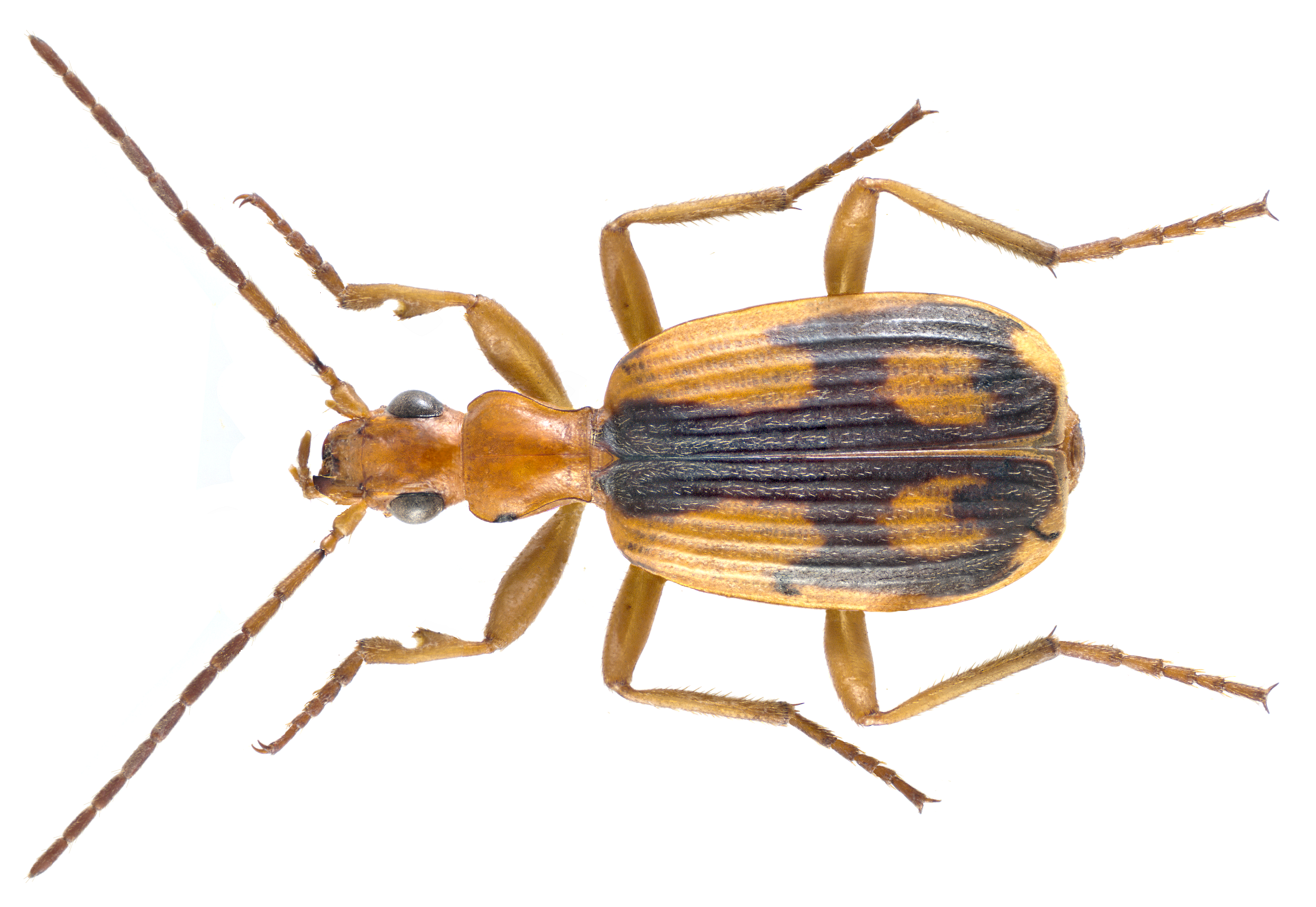
Brachinus armiger

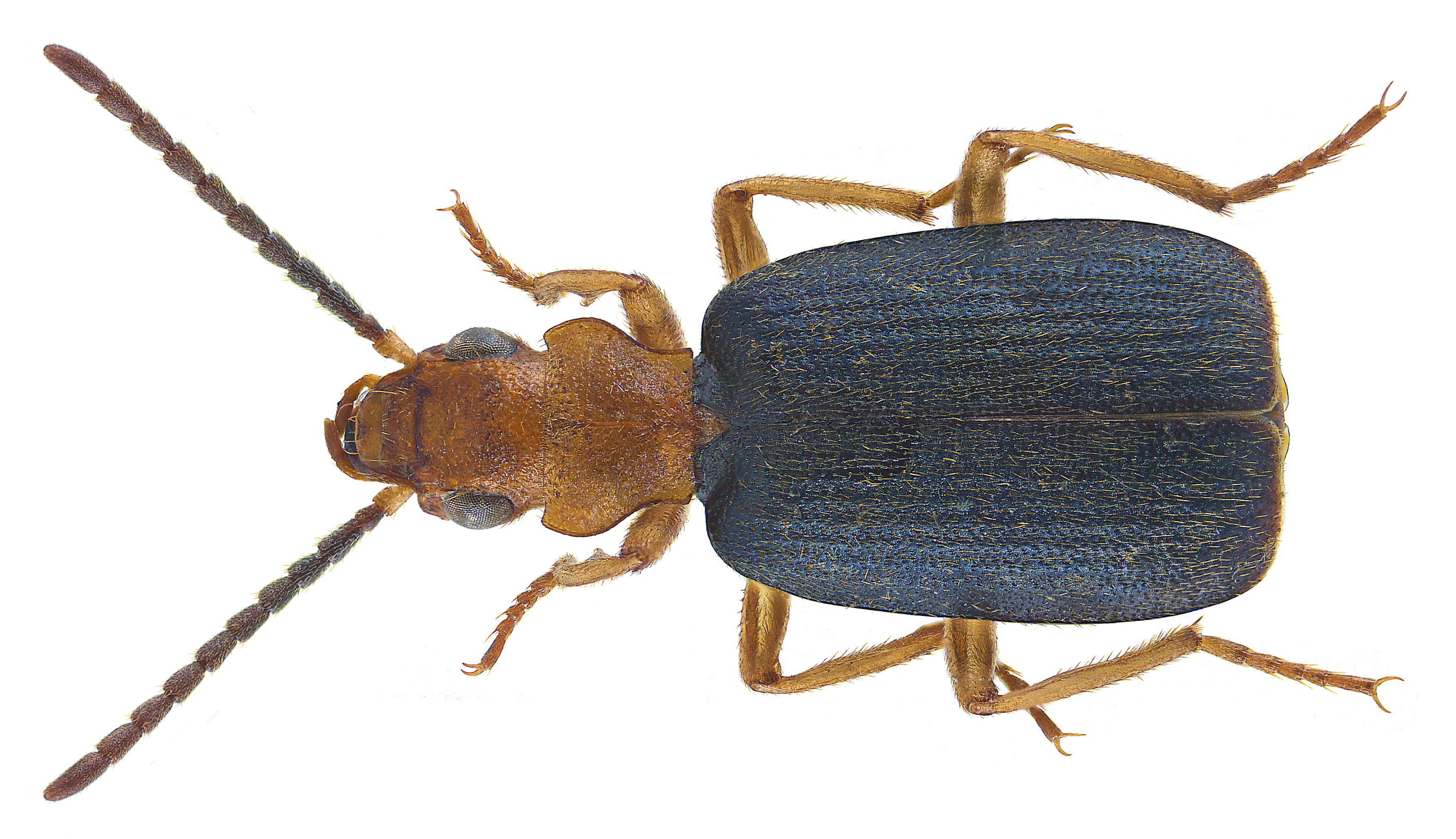
Brachinus fuscipennis

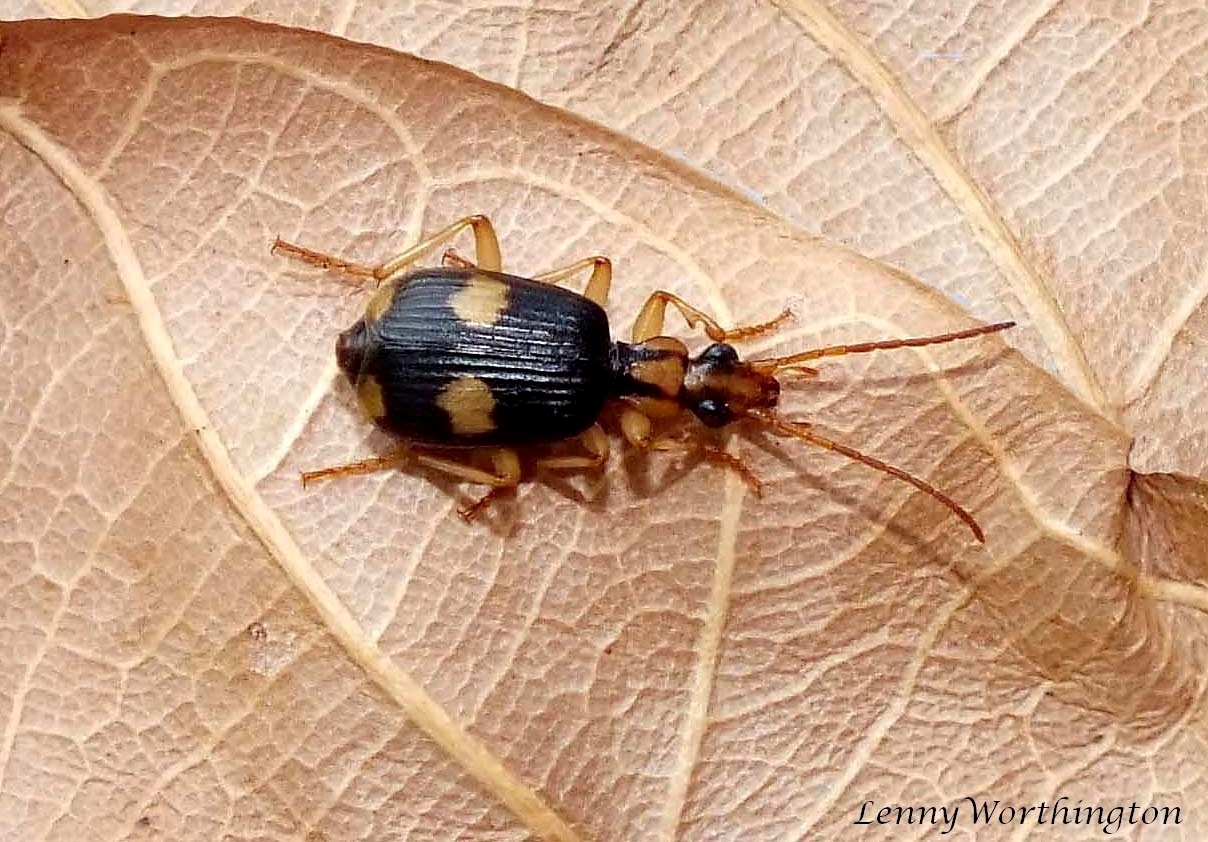
Brachinus drumonti

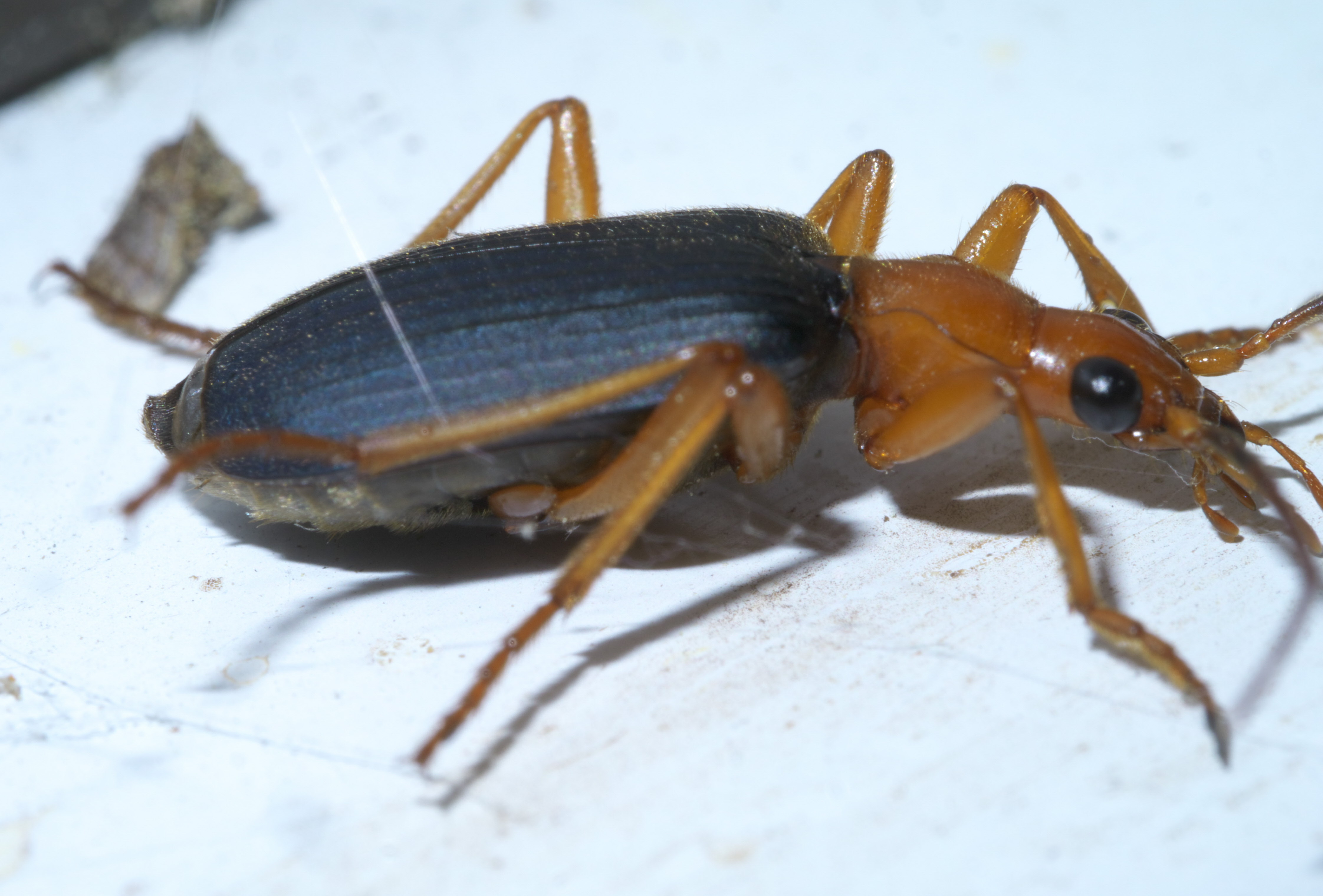
Brachinus tenuicollis

Strzel (Brachinus) – rodzaj chrząszczy z rodziny biegaczowatych i podrodziny strzelowatych. Obejmuje 359 opisanych gatunków.

## Morfologia
Chrząszcze osiągające od 4,5 do 11 mm. Głowa jest w przybliżeniu tak szeroka jak długa. Zarys przedplecza jest sercowaty, a jego szerokość nie odbiega od szerokości głowy. Powierzchnię pokryw równomiernie porastają niezbyt gęste, delikatne, skierowane ku tyłowi, zwykle dość łukowato wygięte włoski. Charakterystyczna jest obecność błoniastego obrzeżenia krawędzi wierzchołka pokryw. U samca stopy przedniej pary odnóży mają trzy człony nieco rozszerzone, a pośrodku tylnej krawędzi siódmego sternitu znajduje się głębokie wycięcie. Dominują gatunki o ubarwieniu z czerwonożółtymi głową, przedpleczem, czułkami, głaszczkami i odnóżami oraz metalicznie niebieskimi, zielonymi lub czarnymi pokrywami, czasem z czerwonożółtymi znakami.

## Ekologia i występowanie
Owady zasiedlają głównie tereny otwarte, często o gliniastym podłożu. Osobniki dorosłe są drapieżne, natomiast larwy są parazytoidami zewnętrznymi poczwarek chrząszczy z rodziny biegaczowatych, pływakowatych, krętakowatych i kałużnicowatych. Pierwsze stadium larwalne wysysa lub zlizuje hemolimfę z uszkodzonej poczwarki bez jej zabijania, drugie żerując na hemolimfie uśmierca poczwarkę, a trzecie zjada ją w całości.
Rodzaj ma zasięg kosmopolityczny. W krainie palearktycznej występuje około 130 gatunków. Około 40 gatunków stwierdzono w Europie, większość na południu kontynentu, a 10 w Europie Środkowej. W Polsce występują strzel bombardier i strzel łoskotnik.

## Taksonomia
Takson wprowadzony został w 1801 roku przez Friedricha Webera. Obejmuje 359 opisanych gatunków:
- Brachinus aabaaba Erwin, 1970
- Brachinus abbreviatus (Laporte, 1835)
- Brachinus abyssinicus Chaudoir, 1876
- Brachinus adustipennis Erwin, 1969
- Brachinus aeger Chaudoir, 1876
- Brachinus aeneicostis Bates, 1883
- Brachinus afghanus Jedlicka, 1967
- Brachinus agraphus (Alluaud, 1899)
- Brachinus albarracinus Wagner, 1926
- Brachinus alexandri F.Battoni, 1984
- Brachinus alexiguus Erwin, 1970
- Brachinus algoensis Péringuey, 1896
- Brachinus alternans Dejean, 1825
- Brachinus americanus (LeConte, 1844)
- Brachinus andalusiacus Rambur, 1837
- Brachinus andamanensis Tian & Deuve, 2015
- Brachinus andreaei Basilewsky, 1964
- Brachinus angustatus (Dejean, 1831)
- Brachinus ankarensis Jedlicka, 1962
- Brachinus annulicornis Chaudoir, 1842
- Brachinus apicalis Erichson, 1843
- Brachinus arboreus Chevrolat, 1834
- Brachinus aristokrates Liebke, 1934
- Brachinus armiger Dejean, 1831
- Brachinus atramentarius Mannerheim, 1837
- Brachinus atripensis Ballion, 1871
- Brachinus azureipennis Chaudoir, 1876
- Brachinus bagdatensis Pic, 1902
- Brachinus bantimurungensis Kirschenhofer, 2012
- Brachinus barbarus Lucas, 1846
- Brachinus barclayi Hrdlicka, 2019
- Brachinus barthei Mateu, 1958
- Brachinus batuensis Kirschenhofer, 2011
- Brachinus bayardi Dejean, 1831
- Brachinus bellicosus L.Dufour, 1820
- Brachinus belyaevae Fedorenko, 2013
- Brachinus bendanilloi Lassalle & Schnell, 2018
- Brachinus berytensis Reiche & Saulcy, 1855
- Brachinus bigutticeps Chaudoir, 1876
- Brachinus bilineatus Laporte, 1835
- Brachinus bipustulatus Quensel, 1806
- Brachinus bodemeyeri Apfelbeck, 1904
- Brachinus boeticus Rambur, 1837
- Brachinus bolovenensis Hrdlicka, 2009
- Brachinus brevicollis Motschulsky, 1844
- Brachinus brittoni Ali, 1967
- Brachinus bruchi Liebke, 1939
- Brachinus brunneus Laporte, 1834
- Brachinus caffer Boheman, 1848
- Brachinus cambodgensis Kirschenhofer, 2012
- Brachinus canaliculatus Fairmaire, 1897
- Brachinus capnicus Erwin, 1970
- Brachinus catalonicus Jeanne, 1988
- Brachinus chalchihuitlicue Erwin, 1970
- Brachinus charis Andrewes, 1923
- Brachinus chaudoirianus Jakobson, 1908
- Brachinus chinensis Chaudoir, 1850
- Brachinus chirriador Erwin, 1970
- Brachinus cibolensis Erwin, 1970
- Brachinus ciliatus Liebke, 1933
- Brachinus cinctellus Chaudoir, 1876
- Brachinus cinctipennis Chevrolat, 1835
- Brachinus circumtinctus Bates, 1892
- Brachinus collarti Basilewsky, 1948
- Brachinus conformis Dejean, 1831
- Brachinus congicus (Basilewsky, 1958)
- Brachinus connectoides (Jeannel, 1949)
- Brachinus connectus Dejean, 1831
- Brachinus consanguineus Chaudoir, 1876
- Brachinus constrictus Reitter, 1919
- Brachinus cordicollis Dejean, 1826
- Brachinus costatulus Motschulsky, 1844
- Brachinus costiger Chaudoir, 1876
- Brachinus costipennis Motschulsky, 1859
- Brachinus costulipennis Liebke, 1928
- Brachinus crepitans (Linnaeus, 1758) – strzel łoskotnik
- Brachinus cruciatus (Quensel, 1806)
- Brachinus cyanipennis Say, 1823
- Brachinus cyanochroaticus Erwin, 1969
- Brachinus cychroides Hrdlicka, 2009
- Brachinus dalatensis Fedorenko, 2013
- Brachinus daliensis Kirschenhofer, 2011
- Brachinus dawnaensis Kirschenhofer, 2003
- Brachinus demoulini Basilewsky, 1962
- Brachinus deuvei Gao & Tian, 2011
- Brachinus devagiriensis Akhil; Divya & Sabu, 2020
- Brachinus dieganus (Jeannel, 1949)
- Brachinus diffusus Chaudoir, 1876
- Brachinus dilapsus Antoine, 1941
- Brachinus dilatatus Klug, 1832
- Brachinus dilatipennis Reitter, 1919
- Brachinus dilottii Maran, 1933
- Brachinus dissimilis (Basilewsky, 1943)
- Brachinus distans Lorenz, 1998
- Brachinus dorsalis Dejean, 1831
- Brachinus drumonti Tian & Deuve, 2015
- Brachinus dryas Andrewes, 1936
- Brachinus efflans Dejean, 1830
- Brachinus ejaculans Fischer von Waldheim, 1828
- Brachinus elegans Chaudoir, 1842
- Brachinus elegantulus Erichson, 1842
- Brachinus elongatulus Chaudoir, 1876
- Brachinus enonensis Péringuey, 1898
- Brachinus eucosmus Andrewes, 1937
- Brachinus evanescens Bates, 1892
- Brachinus exhalans (P.Rossi, 1792)
- Brachinus explodens Duftschmid, 1812 – strzel bombardier
- Brachinus explosus Erwin, 1970
- Brachinus exquisitus Bates, 1892
- Brachinus fageli Basilewsky, 1962
- Brachinus fasciatocollis (Fairmaire, 1901)
- Brachinus favicollis Erwin, 1965
- Brachinus flavicapillus Bates, 1892
- Brachinus flavipes Gao & Tian, 2011
- Brachinus flavithorax Tian & Deuve, 2015
- Brachinus flaviventris Chaudoir, 1876
- Brachinus flavus Jedlicka, 1955
- Brachinus flores Kirschenhofer, 2011
- Brachinus floresensis Hrdlicka, 2017
- Brachinus foochowi Kirschenhofer, 1986
- Brachinus formosanus Jedlicka, 1939
- Brachinus forticostis Liebke, 1934
- Brachinus frontalis Chaudoir, 1883
- Brachinus fukienensis Hrdlicka, 2009
- Brachinus fulminatus Erwin, 1969
- Brachinus fulvipennis Chaudoir, 1876
- Brachinus fumans (Fabricius, 1781)
- Brachinus fuscicornis Dejean, 1826
- Brachinus fuscipennis Dejean, 1825
- Brachinus galactoderus Erwin, 1970
- Brachinus garnerae Hrdlicka, 2019
- Brachinus gebhardis Erwin, 1965
- Brachinus geiseri Hrdlicka, 2019
- Brachinus genicularis Mannerheim, 1837
- Brachinus geniculatus Dejean, 1831
- Brachinus gentilis Erichson, 1843
- Brachinus ghindanus Liebke, 1934
- Brachinus grandis Brullé, 1838
- Brachinus grootaerti Tian & Deuve, 2013
- Brachinus guangdongensis Tian & Deuve, 2015
- Brachinus hajeki Hrdlicka, 2017
- Brachinus hamatus Fischer von Waldheim, 1828
- Brachinus havai Hrdlicka, 2016
- Brachinus hazardi Andrewes, 1930
- Brachinus hexagrammus Chaudoir, 1876
- Brachinus hirsutus Bates, 1884
- Brachinus hoffmanni Liebke, 1927
- Brachinus hubeiensis Hrdlicka, 2009
- Brachinus humeralis Ahrens, 1812
- Brachinus hunanensis Kirschenhofer, 2011
- Brachinus hylaenus Reichardt, 1967
- Brachinus ichabodopsis Erwin, 1970
- Brachinus illotus Chaudoir, 1876
- Brachinus immaculicornis Dejean, 1826
- Brachinus immarginatus Brullé, 1838
- Brachinus imperialensis Erwin, 1965
- Brachinus imporcitis Erwin, 1970
- Brachinus incomptus Bates, 1873
- Brachinus inconditus Péringuey, 1896
- Brachinus inops Andrewes, 1932
- Brachinus intactus Bates, 1892
- Brachinus intermedius Brullé, 1838
- Brachinus irakus Liebke, 1933
- Brachinus italicus (Dejean, 1831)
- Brachinus jakli Hrdlicka, 2009
- Brachinus janthinipennis (Dejean, 1831)
- Brachinus javalinopsis Erwin, 1970
- Brachinus johorensis Kirschenhofer, 2012
- Brachinus jucundus Dejean, 1831
- Brachinus kalalovae Roubal, 1932
- Brachinus kansanus LeConte, 1863
- Brachinus kavanaughi Erwin, 1969
- Brachinus knirschi Jedlicka, 1931
- Brachinus kollari Liebke, 1934
- Brachinus krynickii Hrdlicka in Löbl & Smetana, 2003
- Brachinus kryzhanovskii Belousov & Kabak, 1992
- Brachinus laetus Dejean, 1831
- Brachinus laevicostis Liebke, 1934
- Brachinus langenhani Liebke, 1934
- Brachinus lapidarius Basilewsky, 1962
- Brachinus lateralis Dejean, 1831
- Brachinus latipennis Peyerimhoff, 1907
- Brachinus latus Lorenz, 1998
- Brachinus lavaudeni (Jeannel, 1949)
- Brachinus leprieuri Gory, 1833
- Brachinus lesnei Andrewes, 1923
- Brachinus lethierryi Reiche, 1868
- Brachinus lewecki Liebke, 1928
- Brachinus lewisii Bates, 1873
- Brachinus leytensis Lassalle & Schnell, 2018
- Brachinus limbellus Chaudoir, 1876
- Brachinus limbicollis Chaudoir, 1876
- Brachinus limbiger Chaudoir, 1876
- Brachinus lombokensis Kirschenhofer, 2010
- Brachinus longipalpis Wiedemann, 1821
- Brachinus longulus Chaudoir, 1876
- Brachinus luzonicus Chaudoir, 1876
- Brachinus macrocerus Chaudoir, 1876
- Brachinus mactus Péringuey, 1904
- Brachinus madecassus (Jeannel, 1949)
- Brachinus magyari Jedlicka, 1960
- Brachinus mansorii Azadbakhsh & Kirschenhofer, 2018
- Brachinus marginellus Dejean, 1826
- Brachinus marginiventris Brullé, 1838
- Brachinus marleyi Barker, 1919
- Brachinus mauretanicus Bedel, 1914
- Brachinus medius T.W.Harris, 1828
- Brachinus melanarthrus Chaudoir, 1876
- Brachinus melancholicus Schmidt-Goebel, 1846
- Brachinus meratusensis Hrdlicka, 2017
- Brachinus merkli Kirschenhofer, 2003
- Brachinus mesopotamicus Ali, 1967
- Brachinus methneri Liebke, 1934
- Brachinus mexicanus Dejean, 1831
- Brachinus micheli (Jeannel, 1949)
- Brachinus microamericanus Erwin, 1969
- Brachinus microrrhabdus (Alluaud, 1899)
- Brachinus midoli Alluaud, 1917
- Brachinus mindanaoensis Tian & Deuve, 2013
- Brachinus minor Jedlicka, 1958
- Brachinus mobilis Erwin, 1970
- Brachinus modestus Schmidt-Goebel, 1846
- Brachinus motschulskyi Hrdlicka in Löbl & Smetana, 2003
- Brachinus muchei Jedlicka, 1967
- Brachinus natalicus Péringuey, 1896
- Brachinus neglectus LeConte, 1844
- † Brachinus newberryi Scudder, 1900
- Brachinus ngoclinhensis Hrdlicka, 2017
- Brachinus niger Chaudoir, 1876
- Brachinus nigricans Chaudoir, 1850
- Brachinus nigricornis Gebler, 1830
- Brachinus nigridorsis Nakane, 1962
- Brachinus nigripes G.R.Waterhouse, 1841
- Brachinus nigrovirescens Basilewsky, 1951
- Brachinus nobilis Dejean, 1831
- Brachinus nuristanus Jedlicka, 1967
- Brachinus oaxacensis Erwin, 1970
- Brachinus obliquetruncatus Perris, 1875
- Brachinus obliterus Péringuey, 1896
- Brachinus oblongus Dejean, 1825
- Brachinus obtusus (Thunberg, 1784)
- Brachinus olgae Arribas, 1993
- Brachinus olidus Reiche, 1843
- Brachinus oneili Péringuey, 1898
- Brachinus opacipennis Motschulsky, 1864
- Brachinus orestes Kirschenhofer, 2003
- Brachinus orientalis Chaudoir, 1876
- Brachinus ornatus Fairmaire, 1901
- Brachinus otini Antoine, 1963
- Brachinus ovalipennis Fedorenko, 2013
- Brachinus ovipennis LeConte, 1863
- Brachinus oxygonus Chaudoir, 1843
- Brachinus pachygaster Perty, 1830
- Brachinus palawanensis Tian & Deuve, 2013
- Brachinus pallidipes Reitter, 1919
- Brachinus pallidus Erwin, 1965
- Brachinus pallipes Dejean, 1826
- Brachinus papua Darlington, 1968
- Brachinus pateri Puel, 1938
- Brachinus patruelis LeConte, 1844
- Brachinus paviei Lesne, 1896
- Brachinus pecoudi Puel, 1925
- Brachinus pectoralis Dejean, 1825
- Brachinus pelengensis Hrdlicka, 2009
- Brachinus peltastes Andrewes, 1931
- Brachinus perplexus Dejean, 1831
- Brachinus perrieri (Jeannel, 1949)
- Brachinus phaeocerus Chaudoir, 1868
- Brachinus philippinensis Tian & Deuve, 2007
- Brachinus piceus Chaudoir, 1876
- Brachinus pictus (Hope, 1833)
- Brachinus plagiatus Reiche, 1868
- Brachinus pokharaensis Kirschenhofer, 2012
- Brachinus posticus Dejean, 1831
- Brachinus praestans Andrewes, 1931
- † Brachinus primordialis Heer, 1847
- Brachinus promontorii Péringuey, 1888
- Brachinus proximus Fairmaire, 1887
- Brachinus pseudocruciatus Reitter, 1909
- Brachinus psophia Audinet-Serville, 1821 – strzel ogrzmotnik
- Brachinus puberulus Chaudoir, 1868
- Brachinus punctaticollis Heller, 1923
- Brachinus puncticollis Schmidt-Goebel, 1846
- Brachinus pygmaeus (Dejean, 1826)
- Brachinus quadriguttatus Gebler, 1830
- Brachinus quadripennis Dejean, 1825
- † Brachinus repressus Scudder, 1900
- Brachinus reyi Andrewes, 1924
- Brachinus rikatlae Péringuey, 1896
- Brachinus rugipennis Chaudoir, 1868
- Brachinus sallei Chaudoir, 1876
- Brachinus sanchi Azadbakhsh & Kirschenhofer, 2018
- Brachinus schmidti Andrewes, 1927
- Brachinus scitulus Schmidt-Goebel, 1846
- Brachinus sclopeta (Fabricius, 1792) – strzel kanonier
- Brachinus scotomedes L.Redtenbacher, 1868
- Brachinus scotti Liebke, 1934
- Brachinus scriptus Chaudoir, 1878
- Brachinus scutellatus Chaudoir, 1876
- Brachinus sericeus Dejean, 1831
- Brachinus servillei Marc, 1839
- Brachinus sexmaculatus Dejean, 1825
- Brachinus sexnotatus Liebke, 1934
- Brachinus sexpustulatus (Fabricius, 1775)
- Brachinus seyrigi (Alluaud, 1935)
- Brachinus sicardi Jeannel, 1949
- Brachinus sichemita Reiche & Saulcy, 1855
- Brachinus simulans Péringuey, 1896
- Brachinus solidipalpis Tian & Deuve, 2007
- Brachinus solidus Péringuey, 1898
- Brachinus somereni Burgeon, 1947
- Brachinus sonorous Erwin, 1970
- Brachinus sordidus Andrewes, 1933
- Brachinus stappersi Liebke, 1934
- Brachinus stenoderus Bates, 1873
- Brachinus stevensi Andrewes, 1924
- Brachinus stevensianus Jedlicka, 1956
- Brachinus stygius Andrewes, 1933
- Brachinus subcostatus Dejean, 1825
- Brachinus suberbianus Alluaud, 1935
- Brachinus sublaevis Chaudoir, 1868
- Brachinus subnotatus Chaudoir, 1844
- Brachinus suensoni Kirschenhofer, 1986
- Brachinus sulcipennis (Jeannel, 1949)
- Brachinus sumbawanus Hrdlicka, 2017
- Brachinus suturalis (Jeannel, 1949)
- Brachinus suturatus Chaudoir, 1876
- Brachinus suturellus Chaudoir, 1876
- Brachinus szetschuanensis Jedlicka, 1964
- Brachinus talyschensis Motschulsky, 1850
- Brachinus tenuicollis LeConte, 1844
- Brachinus tenuis Lorenz, 1998
- Brachinus testaceus Rambur, 1837
- Brachinus tetracolon Chaudoir, 1876
- Brachinus tetragrammus Chaudoir, 1876
- Brachinus tetraspilotus Chaudoir, 1876
- Brachinus tetrastigma Fairmaire, 1897
- Brachinus texanus Chaudoir, 1868
- Brachinus tianshanicus Mikhailov, 1976
- Brachinus tigridis Ali, 1967
- Brachinus timorensis Hrdlicka, 2017
- Brachinus truncatulus Fairmaire, 1901
- Brachinus tsara Alluaud, 1918
- Brachinus turkestanicus Liebke, 1928
- Brachinus turnai Hrdlicka, 2009
- Brachinus vadoni Jeannel, 1949
- Brachinus vagus Péringuey, 1898
- Brachinus variegatus (Roth, 1851)
- Brachinus variventris L.Schaufuss, 1862
- Brachinus velutinus Erwin, 1965
- Brachinus vicinus Dejean, 1826
- Brachinus vigilans Chaudoir, 1876
- Brachinus viridipennis Dejean, 1831
- Brachinus vitticollis Chaudoir, 1876
- Brachinus votrubai Hrdlicka, 2009
- Brachinus vulcanoides Erwin, 1969
- Brachinus xanthophryus Chaudoir, 1876
- Brachinus xanthopleurus Chaudoir, 1876
- Brachinus yunnanus Jedlicka, 1964